# Opisthacantha nigricornis
Opisthacantha nigricornis är en stekelart som först beskrevs av William Harris Ashmead 1901.  Opisthacantha nigricornis ingår i släktet Opisthacantha och familjen Scelionidae. Inga underarter finns listade i Catalogue of Life.